# 이현두
이현두는 대한민국의 배우 겸 연극인이자, 영화인이다.
1967년 연극배우로 처음 데뷔를 하였으며, 1969년 TBC 동양방송 특채 탤런트로 데뷔하고 나서, 이듬해 1970년 서울중앙방송(현재의 KBS 한국방송공사) 공채 9기 탤런트로 입격하여 정식 데뷔를 하였다. 그의 서울중앙방송 공채 9기 탤런트 동기로는 박인환, 이원종, 김진구, 황범식, 백찬기, 박혜숙, 조재훈 등이 있었다.

## 출연 작품

### 드라마
- 1975년 KBS 드라마 《전우》
- 1979년 KBS 특집드라마 《대한국인》
- 1982년 KBS 대하드라마 《풍운》
- 1982년 KBS 일일연속극 《꽃바람》
- 1983년 KBS 대하드라마 《개국》... 김저 역
- 1984년 KBS 특집드라마 《불타는 바다》
- 1984년 KBS 주말연속극 《봉선화》
- 1985년 KBS 대하드라마 《새벽》... 전진한 역
- 1986년 KBS 일일사극 《길손》
- 1986년 KBS 주말연속극 《내 마음 별과 같이》
- 1989년 KBS 수목드라마 《무풍지대》 ... 사마귀 역
- 1990년 KBS 주간드라마 《대추나무 사랑걸렸네》 ... 이보우(일명 이바우)[1] 역
- 1990년 KBS 대하드라마 《여명의 그날》 ... 최익환 역
- 1991년 MBC 주말드라마 《산너머 저쪽》 ... 손오장 역[2]
- 1991년 SBS 특집드라마 《길》
- 1992년 KBS 수목드라마 《적색지대》 ... 신 사장 역
- 1993년 KBS 월화드라마 《일월》
- 1995년 MBC 수목드라마 《제4공화국》... 유학성 역
- 1997년 SBS 일일드라마 《미아리 일번지》 ... 최윤호[3] 역

### 영화
- 1992년 《영구와 황금박쥐》
- 2011년 《은어》